# Membranoppia krivoluzkyi
Membranoppia krivoluzkyi är en kvalsterart som beskrevs av Hammer 1968. Membranoppia krivoluzkyi ingår i släktet Membranoppia och familjen Oppiidae. Inga underarter finns listade i Catalogue of Life.